# 生徒会のヲタのしみ。
『生徒会のヲタのしみ。』（せいとかいのヲタのしみ）は、丸美甘による日本の4コマ漫画作品。スクウェア・エニックスのウェブコミック配信サイト『ガンガンONLINE』で2008年10月2日更新分から2012年6月21日更新分まで連載された。『月刊少年ガンガン』2009年2月号に第1話が特別掲載された。略称は『生ヲタ』。

## ストーリー
おたく趣味を隠して平凡な高校生を装っている奥田高校2年生の斉藤健は生徒会の役員に推薦され、副会長に就任する。ところが、生徒会役員は会長の一之瀬蘭を始めとして全員が「マンガ大好き生徒会!」、略して「マン会」と自称する濃いメンバーで占められていた。

## 登場人物

### 生徒会
斉藤 健（さいとう けん）
主人公。生徒会副会長・高校2年生。1月2日生まれ、血液型はO型。身長168センチメートル、体重55キログラム。
隠れヲタ（のつもり）。ヲタと言ってもヲタクレベルとしては駆け出しで、マンガやアニメが大好き、もしくは詳しいといった程度。
ツッコミ。暴走しがちな生徒会メンバーを止めるストッパーで、メンバーに生徒会の仕事をさせるのも彼の仕事。怪談やホラーが大の苦手。
中学1年の時に口を滑らせて「尊敬する人は綾波レ●」と言ってしまった為に卒業するまでの間、渾名（あだな）が「マンガ博士」だったことがトラウマ。そのため、高校入学後はつとめて平凡を装っていたがヲタク趣味を見抜かれて生徒会役員に推薦され、副会長に就任。しかしそれでもトラウマから「ヲタクじゃない」と毎回主張する。生徒会長の蘭やもう1人の副会長・秀とは同学年だがクラスはそれぞれ別のため、副会長就任まで面識は無かった。ツンデレカルタを一通り集めるほど重度のツンデレ属性であり、初対面時の自己紹介に際して蘭が披露したツンデレ（演技）に当てられて以来、蘭に好意を抱いているが、蘭の奇行を目の当たりにして「俺はどうしてこの人が好きなんだろう」と悩むことも多々。
中性的な容姿のためか会計の沙耶子や書記のあやからは「かわいい」と評されているが、前述のヲタ性質やヘタレな性格のせいもありモテない。そのせいか、女生徒から人気の秀に僻んで突っかかる事もあるが、秀が本気で恐ろしい表情や気迫を見せると、大概は反射的に謝ったり、大人しくなってしまう。また、主人公であるにも関わらず存在感が希薄なため、他の一般生徒にも生徒会役員であると認識されていない。
当初はベタすら知らなかったが生徒会メンバーに強要され、生徒会メンバーのマンガのアシスタントをしたり、同人誌の即売会の売り子、コスプレデビューさせられたりとどんどんヲタクレベルが上がっていく。
一之瀬 蘭（いちのせ らん）
生徒会長・2年A組所属。5月5日生まれのAB型。身長148センチメートル、体重37キログラム。作者は「とにかく描きにくい」と評しており、作中では普通に描かれているコマが少なくちびキャラ化されていることが多い。
口を開かなければリボンをつけた理想的な美少女。しかしその実態は極度のロボヲタクで、ロボット同士のカップリング萌えという常人には理解し難いもの。コスプレ・同人誌製作はおろかオンリーイベント主催までこなす一流のヲタクであり、特に子供向けアニメのロボットアニメである「爆誕! 侍2号」に登場するヒロインのピンクロボが大のお気に入り。
健が自分たちの同類であることを見抜いており事あるごとにからかって楽しんでおり、むしろ健を「都合のいい男友達」として扱っている。その健から片想いされているが、蘭自身はその事に気づかないどころか「健の本命はあや」と誤解している状態。
家はかなりの金持ちで専属の執事まで付いている。ペットとして室内犬のメカドックを飼っているが、同人誌の追い込み作業中は床に置いた原稿を踏んで台無しにするとの理由で「動く危険物」呼ばわりする。
特技はくじ引きで、夏祭りでは豪華商品を片っ端から引き当てる屋台荒らしとして恐れられている。
南 あや（みなみ あや）
書記・3年生。12月18日生まれのO型。身長152センチメートル、体重40キログラム。2歳年下の妹がいる（後述）。
優しく恥ずかしがり屋な美少女。他の生徒会役員から何かといじられがちな健に対しても気遣う面が多々ある。些細なことで泣き出してしまうほど内気で重度の恥ずかしがり屋な為、生身の異性と1対1で話をするのが大の苦手。ただし相手がヲタクなら平気。
しかしその実態は、NL、BL、GLとすべてのジャンルを網羅した生徒会きっての最重症のヲタク。特にエロが萌えポイントであり、そのこを他の生徒会メンバーにいじられている。男性向け同人創作（本人曰く「女の子がいや〜んな目に遭うマンガ」他メンバー曰く「無理やりエッチ」）をしており、ハードな作風により大手の地位を確立している。
お菓子作りの趣味も持つが、度を超した味覚音痴なため、味の保証は無い。本人も「殺し屋属性」として自覚している。
夏目 沙耶子（なつめ さやこ）
会計・3年生。8月1日生まれのB型。身長160センチメートル、体重51キログラム。
お姉さま系美人で攻めキャラなため、多くの後輩から「お姉様」と慕われている。
しかしその実態は、二次元・三次元を問わず男が2人寄ればボーイズラブ展開を妄想する腐女子。読むだけでなく創作活動も行なっており、ボーイズラブ小説を書いている。脳内で男子たちを勝手に性格付けをして秀を「鬼畜メガネ」、正太郎を「腹黒攻め」、裕紀を「ツンデレ攻め」扱いして楽しんでいる。
特に秀とは出会いの時に彼を「鬼畜メガネ」呼ばわりしたため相性が悪く、嗜好を巡って口論することが多い。秀と同様に毒舌で、興奮すると乱暴な言葉遣いになることが多い。
絵がド下手。
菊地 秀（きくち しゅう）
もう1人の副会長・2年生。10月30日生まれのA型。身長176センチメートル、体重63キログラム。健が副会長に就任するまでは生徒会役員で唯一の男子であった。
眼鏡の似合うイケメンで、成績優秀かつ運動神経抜群で何でも器用にこなす万能男子。そのため下駄箱に大量のラブレターが入っていたり、バレンタインデーには女子生徒から大量のチョコレートを貰ったりするというマンガみたいなモテ方をする。
しかしその実態は、生徒会メンバーでもドン引きするレベルの二次元世界限定幼女ヲタ。生徒会メンバーなど少数の人物を除いて対外的には「爽やかな好青年」を演じているが、本来はクールでかなりの毒舌家。
愛蔵していたはずのフィギュアが何故か蘭の手に渡り人質状態に置かれているため、蘭には頭が上がらない。健を格下に見ている。
遅刻キャラで物語の途中から入ってくるが、後半は最初から登場する。同人活動をする際のペンネームは「かたぎりしゅーた」。
梅原 帝（うめはら みかど）
生徒会顧問であり、健のクラス担任、担当科目は数学。ログ*16より登場。
いいところの大学出身のイケメンで教え方も上手く、生徒や教師から人気の先生。若干のナルシスト傾向が有り。
しかしその実態は、重度のゲームヲタク。普段は対外的に爽やかなキャラクターで通しているがゲームの発売日にはしょっちゅう欠勤するのに加えて徹夜でエロゲーに没頭するため非常に寝起きが悪く、ゲームで勝つためには物理的に邪魔までするというダメな大人の見本のような人物。
他の教師は生徒会役員一同のヲタク趣味に付いて行けず次々と逃げ出し、最終的に梅原しか成り手が居なくなった経緯により生徒会の顧問に就任した。しかし、恐ろしく不器用かつ重度のセクハラ気質で、同人誌の締め切り直前に追い込み作業を台無しにするとの理由により生徒会役員全員から蛇蝎の如く嫌われている。
ゲームにかけては右に出る者はいないと豪語するが、唯一「スパ●ボ」のようなロボットメインのゲームでは蘭に歯が立たない。

### 一般生徒
柴崎 正太郎（しばさき しょうたろう）
健のクラスメイト・その1。4月23日生まれのO型。身長180センチメートル、体重70キログラム。3男2女の長男。
大家族で日常的に弟や妹の世話をしている為か非常に面倒見が良く、精神的に非常に大人であり登場人物中、稀少なまでの常識人。クラスの違う秀とも顔見知りだが、ヲタク趣味とは無縁で旅番組を観るのが趣味。
根っからの善人で素直であり、ありえない言い訳を信じるほど。誤解がもとで健に泣かされたあやを慰めて以降、あやより年下にも関わらず「お兄ちゃん」と呼ばれて慕われるようになったり、妹のかやに優しくしたことにより好かれたりと、天然フラグ男。蘭からは「でっかいの」と呼ばれている。
鈴本 裕紀（すずもと ゆうき）
健のクラスメイト・その2。2月10日生まれのB型。身長172センチメートル、体重60キログラム。
ツンデレイケメン。本屋でバイトをしている。
蘭が健にプレゼントしたロボットの模型をぞんざいに扱ったのが原因で蘭より一方的に敵認定を受け、顔を合わせる度に喧嘩を売られるようになったことから裕紀の側も蘭のことを「悪質な生徒会長」呼ばわりしている。元からムキになりやすい性格のため、蘭が売って来た喧嘩は必ず買うものの運・実力・健の蘭に対する身贔屓などの要因で連敗を喫している。
健がヲタクではないかと疑っており、生徒会メンバーを不審がってる。
南 かや（みなみ かや）
あやの妹。1年D組所属。12月19日生まれのB型。身長138センチメートル、体重25キログラム。ログ*32より登場。体格が小柄で舌足らずな喋り方をするため、健との初対面に際しては小学生と間違えられた。
極端なお姉ちゃん子で、一時たりともあやの側を離れたくないと思うほど姉を溺愛している。その為、姉の近くにいる男子（健）を憎悪している。ちなみに秀に対しては二次元しか興味が無いことを知っているため攻撃対象から外れている。あやのこと以外は全く眼中に無い為、漫画やアニメの知識は付け焼き刃程度しか持ち合わせていない。だが、ログ*39にて柴崎に優しく話しかけられたことから、少しずつ好意を抱くようになった。
福富 ちひろ（ふくとみ ちひろ）
1年D組所属。6月6日生まれのA型。身長157センチメートル、体重46キログラム。かやの同級生で、秀に一目惚れしている。
なりきりヲタ。その時にはまっている作品に感化され、別の作品に転ぶ度に性格が変貌する。ただし、キャラ解釈が浅い。素は普通の子。
ログ*15で名前が初めて出た時点ではヤンデレにはまっており、秀に脅迫状紛いのラブレターを秀に送り付けた。その後、思い切って秀に告白したものの玉砕。それでも付きまとっており、秀からは完全に突き放されている。

### 教職員
竹嶋 チカ（たけしま チカ）
秀のクラス担任。担当教科は現国。11月20日生まれのA型。身長162センチメートル、体重49キログラム。ログ*23より登場。眼鏡着用の厳格な女性教師。
梅原に好意を抱いており、積極的にアプローチを試みているものの現実の恋愛よりゲームを優先する梅原を前にいつも玉砕し、稀にチャンスが巡って来ても緊張の余りツン状態で接してしまう為にやはり玉砕してしまうのが悩み。
松田 つかさ（まつだ つかさ）
蘭のクラス担任。担当科目は体育。7月29日生まれのO型。身長175センチメートル、体重65キログラム。ログ*23より登場。正太郎の叔父に当たり、柴崎家に居候している。
野球部の顧問を務めており、生徒からは「松っちゃん」と呼ばれ慕われている。梅原の爽やかなキャラクター（演技）を見抜けておらず、梅原は自分に無いものをたくさん持っていて敵わないと劣等感を抱いている。竹嶋に好意を持っているが気づかれていない。

### その他の人物
執事（しつじ）
一之瀬家に執事として仕える青年。蘭の指示でパイロットのコスプレを披露したり冬コミ会場までの運転手を務めたりで出番は多いが、本名その他のプロフィールは不詳。
斉藤 康（さいとう こう）
健の妹。近所のエスカレーター式の女子校に通う中学2年生。健より背が高く、バレーボール部の副キャプテンを務めている。女の子であるが少年然とした容姿をしており、紳士的で困っている女の子を助けることがアイデンティティ。作中最強の攻めキャラで特にキャラが似ている沙耶子は苦手としている。
蘭と会話を成立させたり、最強の攻めキャラだったりと超ハイスペックで、意外とドジなところがあったり、オバケが怖くてホラー映画を見た後は1人で寝られなかったり、お兄ちゃん（健）のことが大好きという様々な妹萌えな一面を併せ持つため生徒会メンバーの評価は「あざとい」。

## 単行本
ガンガンコミックスONLINEより刊行。
1. 2009年8月22日初版 ISBN 978-4-7575-2614-3
2. 2010年2月22日初版 ISBN 978-4-7575-2800-0
3. 2010年10月22日初版 ISBN 978-4-7575-3030-0
4. 2011年9月24日初版 ISBN 978-4-7575-3377-6
5. 2012年8月22日初版 ISBN 978-4-7575-3625-8